# Claudio Bravo (football, 1983)
Pour les articles homonymes, voir Claudio Bravo et Bravo.
Claudio Bravo, né le 13 avril 1983 à Buin au Chili, est un footballeur international chilien qui évolue au poste de gardien de but.
Il débute à Colo Colo en 2002 avant de signer en 2006 avec la Real Sociedad empochant le titre du Champion d'Espagne de D2 en 2010.
Durant le mercato estival 2014, il s'engage avec le FC Barcelone pour un montant de 12 M€. Avec Barcelone, il remporte à deux reprises le championnat d'Espagne en 2015 2016.
Il évolue ensuite avec le club anglais de Manchester City entre 2016 et 2020. De 2016 à 2024, il retrouve le championnat d'Espagne en jouant pour le club du Real Betis.
Appelé en équipe nationale depuis 2004, il dispute deux Coupes du monde en 2010 et 2014, la Coupe des confédérations 2017 et sept Copa América remportant la compétition en 2015 et 2016.

## Biographie
Marié à Carla Pardo (née le 15 juillet 1986), une chilienne. Ils sont parents de 4 enfants, Josefa Fernanda, née le 3 avril 2005, Maite Marantxa, née le 19 octobre 2008, Mateo, né le 30 juin 2011 et Emma, née le 28 mars 2016.

### Carrière en club

#### Colo Colo (2002-2006)
Claudio Bravo est formé au Colo Colo où il commence sa carrière professionnelle en 2002. En 2006, il décide de quitter le championnat du Chili et de découvrir l'Espagne avec la Real Sociedad.

#### Real Sociedad (2006-2014)
Le 15 novembre 2013, à la suite de la victoire du Chili à Wembley, le sélectionneur anglais Roy Hodgson déclare  « ce qu'a fait aujourd'hui Claudio Bravo est la meilleure démonstration de jeu et de passes avec les pieds que j'ai vue chez un gardien».

#### FC Barcelone (2014-2016)
Le 25 juin 2014, le FC Barcelone officialise le recrutement de Claudio Bravo où il sera en concurrence avec l'Allemand Marc-André ter Stegen pour le poste de titulaire. Le 4 juillet 2014, il reçoit le titre du meilleur gardien de l'histoire du football chilien. Le 4 octobre 2014, il bat le record d'invincibilité en début de saison détenu par le gardien du Barça Pedro María Artola depuis 1978 en demeurant plus de 560 minutes sans encaisser de but, soit lors des sept premiers matchs de championnat. Le 17 mai 2015, il remporte le titre de champion d'Espagne avec le FC Barcelone en étant le gardien qui a encaissé le moins de but ce qui lui vaut de gagner le Trophée Zamora. En mai 2016, Barcelone est de nouveau sacré champion d'Espagne.

#### Manchester City (2016-2020)
À la fin du match (victoire 6 à 2), le directeur sportif du Barça, Roberto Fernández, annonce qu'un accord de principe a été trouvé avec Manchester City pour le transfert de Bravo au club mancunien entraîné par Pep Guardiola. Il est transféré pour un montant de 20 M€ ce qui le place dans le top 10 des gardiens les plus chers de l'histoire.
Arrivé à Manchester City en 2016 après un passage au FC Barcelone, Claudio Bravo était un titulaire en puissance. Mais le portier chilien a ensuite perdu sa place pour devenir numéro deux dans la hiérarchie des portiers mancuniens, derrière Ederson.
Après quatre saisons, le 18 août 2020, il quitte Manchester City .

#### Betis Séville (2020-2024)
Le 30 août 2020, il s'engage avec le Betis Séville.

### Carrière internationale (2004-2024)
En 2014, Claudio Bravo est élu meilleur gardien de l'histoire du football chilien. La même année, il égale le record de sélections, jusqu'alors détenu par Leonel Sánchez avec ses 85 sélections. Il remporte la Copa América à deux reprises en 2015 et en 2016. Lors des demi-finales de la Coupe des confédérations 2017. Il permet à son équipe de se qualifier en stoppant trois tirs au but face au Portugal, le Chili s'impose 3 tirs au but à 0 après un score nul 0-0. Les chiliens sont éliminés en finale face à l'Allemagne (0-1).

### Retraite
Le 27 août 2024, il décide de mettre fin à sa carrière professionnelle après quasiment 22 ans sur les terrains.

### Engagement
En octobre 2019, il manifeste son soutien aux manifestations contre le gouvernement et le système économique : « Ils ont vendu au secteur privé notre eau, notre électricité, notre gaz, notre éducation, nos forêts, la Saline d’Atacama, nos glaciers, nos transports. Plus encore ? Ce ne sera pas grand-chose ? Nous ne voulons pas un Chili de quelques personnes, nous voulons un Chili pour tous. Assez ».

## Statistiques
| Saison                | Club                  | Championnat           | Championnat | Championnat | Coupe nationale | Coupe nationale | Coupe de la Ligue | Coupe de la Ligue | Supercoupe | Supercoupe | Compétition(s) continentale(s) | Compétition(s) continentale(s) | Compétition(s) continentale(s) | Total | Total |
| Saison                | Club                  | Division              | M.          | B.          | M.              | B.              | M.                | B.                | M.         | B.         | Comp.                          | M.                             | B.                             | M.    | B.    |
| 2003                  | Colo-Colo             | Primera División      | 25          | 0           | -               | -               | -                 | -                 | -          | -          | CL                             | 1                              | 0                              | 26    | 0     |
| 2004                  | Colo-Colo             | Primera División      | 40          | 0           | -               | -               | -                 | -                 | -          | -          | CL                             | 5                              | 0                              | 45    | 0     |
| 2005                  | Colo-Colo             | Primera División      | 39          | 0           | -               | -               | -                 | -                 | -          | -          | CL                             | 2                              | 0                              | 41    | 0     |
| 2006                  | Colo-Colo             | Primera División      | 19          | 0           | -               | -               | -                 | -                 | -          | -          | CL                             | 2                              | 0                              | 21    | 0     |
| Sous-total            | Sous-total            | Sous-total            | 123         | 0           | -               | -               | -                 | -                 | -          | -          | -                              | 10                             | 0                              | 133   | 0     |
| 2006-2007             | Real Sociedad         | Liga                  | 29          | 0           | 1               | 0               | -                 | -                 | -          | -          | -                              | -                              | -                              | 30    | 0     |
| 2007-2008             | Real Sociedad         | Segunda División      | -           | -           | -               | -               | -                 | -                 | -          | -          | -                              | -                              | -                              | 0     | 0     |
| 2008-2009             | Real Sociedad         | Segunda División      | 32          | 0           | -               | -               | -                 | -                 | -          | -          | -                              | -                              | -                              | 32    | 0     |
| 2009-2010             | Real Sociedad         | Segunda División      | 25          | 1           | -               | -               | -                 | -                 | -          | -          | -                              | -                              | -                              | 25    | 1     |
| 2010-2011             | Real Sociedad         | Liga                  | 38          | 0           | -               | -               | -                 | -                 | -          | -          | -                              | -                              | -                              | 38    | 0     |
| 2011-2012             | Real Sociedad         | Liga                  | 37          | 0           | -               | -               | -                 | -                 | -          | -          | -                              | -                              | -                              | 37    | 0     |
| 2012-2013             | Real Sociedad         | Liga                  | 31          | 0           | -               | -               | -                 | -                 | -          | -          | -                              | -                              | -                              | 31    | 0     |
| 2013-2014             | Real Sociedad         | Liga                  | 37          | 0           | -               | -               | -                 | -                 | -          | -          | C1                             | 7                              | 0                              | 44    | 0     |
| Sous-total            | Sous-total            | Sous-total            | 229         | 1           | 1               | 0               | -                 | -                 | -          | -          | -                              | 7                              | 0                              | 237   | 1     |
| 2014-2015             | FC Barcelone          | Liga                  | 37          | 0           | -               | -               | -                 | -                 | -          | -          | -                              | -                              | -                              | 37    | 0     |
| 2015-2016             | FC Barcelone          | Liga                  | 32          | 0           | -               | -               | -                 | -                 | 1          | 0          | CM                             | 2                              | 0                              | 35    | 0     |
| 2016-2017             | FC Barcelone          | Liga                  | 1           | 0           | -               | -               | -                 | -                 | 2          | 0          | -                              | -                              | -                              | 3     | 0     |
| Sous-total            | Sous-total            | Sous-total            | 70          | 0           | -               | -               | -                 | -                 | 3          | 0          | -                              | 2                              | 0                              | 75    | 0     |
| 2016-2017             | Manchester City       | Premier League        | 22          | 0           | 4               | 0               | -                 | -                 | -          | -          | C1                             | 4                              | 0                              | 30    | 0     |
| 2017-2018             | Manchester City       | Premier League        | 3           | 0           | 3               | 0               | 6                 | 0                 | -          | -          | C1                             | 1                              | 0                              | 13    | 0     |
| 2018-2019             | Manchester City       | Premier League        | -           | -           | -               | -               | -                 | -                 | 1          | 0          | -                              | -                              | -                              | 1     | 0     |
| 2019-2020             | Manchester City       | Premier League        | 4           | 0           | 4               | 0               | 6                 | 0                 | 1          | 0          | C1                             | 2                              | 0                              | 17    | 0     |
| Sous-total            | Sous-total            | Sous-total            | 29          | 0           | 11              | 0               | 12                | 0                 | 2          | 0          | -                              | 7                              | 0                              | 61    | 0     |
| 2020-2021             | Betis Séville         | Liga                  | 21          | 0           | 1               | 0               | -                 | -                 | -          | -          | -                              | -                              | -                              | 22    | 0     |
| 2021-2022             | Betis Séville         | Liga                  | 17          | 0           | 2               | 0               | -                 | -                 | -          | -          | C3                             | 4                              | 0                              | 23    | 0     |
| 2022-2023             | Betis Séville         | Liga                  | 12          | 0           | 2               | 0               | -                 | -                 | 1          | 0          | C3                             | 6                              | 0                              | 21    | 0     |
| 2023-2024             | Betis Séville         | Liga                  | 7           | 0           | -               | -               | -                 | -                 | -          | -          | C3                             | 2                              | 0                              | 9     | 0     |
| Sous-total            | Sous-total            | Sous-total            | 56          | 0           | 5               | 0               | -                 | -                 | 1          | 0          | -                              | 12                             | 0                              | 74    | 0     |
| Total sur la carrière | Total sur la carrière | Total sur la carrière | 507         | 1           | 17              | 0               | 12                | 0                 | 6          | 0          | -                              | 38                             | 0                              | 580   | 1     |

### En sélection nationale
| Saison                | Sélection             | Phases finales                | Phases finales | Phases finales | Éliminatoires CDM | Éliminatoires CDM | Matchs amicaux | Matchs amicaux | Total | Total |
| Saison                | Sélection             | Compétition                   | M              | B              | M                 | B                 | M              | B              | M     | B     |
| --------------------- | --------------------- | ----------------------------- | -------------- | -------------- | ----------------- | ----------------- | -------------- | -------------- | ----- | ----- |
| 2003-2004             | Chili                 | Copa América 2004             | 1              | 0              | 0                 | 0                 | 0              | 0              | 1     | 0     |
| 2004-2005             | Chili                 | -                             | -              | -              | 0                 | 0                 | -              | -              | 0     | 0     |
| 2005-2006             | Chili                 | -                             | -              | -              | 2                 | 0                 | 4              | 0              | 6     | 0     |
| 2006-2007             | Chili                 | Copa América 2007             | 4              | 0              | -                 | -                 | 5              | 0              | 9     | 0     |
| 2007-2008             | Chili                 | -                             | -              | -              | 6                 | 0                 | 3              | 0              | 9     | 0     |
| 2008-2009             | Chili                 | -                             | -              | -              | 8                 | 0                 | 2              | 0              | 10    | 0     |
| 2009-2010             | Chili                 | Coupe du monde 2010           | 4              | 0              | 4                 | 0                 | 3              | 0              | 11    | 0     |
| 2010-2011             | Chili                 | Copa América 2011             | 4              | 0              | -                 | -                 | 5              | 0              | 9     | 0     |
| 2011-2012             | Chili                 | -                             | -              | -              | 6                 | 0                 | 4              | 0              | 10    | 0     |
| 2012-2013             | Chili                 | -                             | -              | -              | 5                 | 0                 | 1              | 0              | 6     | 0     |
| 2013-2014             | Chili                 | Coupe du monde 2014           | 4              | 0              | 3                 | 0                 | 5              | 0              | 12    | 0     |
| 2014-2015             | Chili                 | Copa América 2015             | 6              | 0              | -                 | -                 | 6              | 0              | 12    | 0     |
| 2015-2016             | Chili                 | Copa América Centenario       | 6              | 0              | 5                 | 0                 | 0              | 0              | 11    | 0     |
| 2016-2017             | Chili                 | Coupe des confédérations 2017 | 3              | 0              | 6                 | 0                 | -              | -              | 9     | 0     |
| 2017-2018             | Chili                 | -                             | -              | -              | 4                 | 0                 | -              | -              | 4     | 0     |
| 2019-2020             | Chili                 | -                             | -              | -              | -                 | -                 | 4              | 0              | 4     | 0     |
| 2020-2021             | Chili                 | Copa América 2021             | 5              | 0              | 4                 | 0                 | 1              | 0              | 10    | 0     |
| 2021-2022             | Chili                 | -                             | -              | -              | 10                | 0                 | -              | -              | 10    | 0     |
| 2022-2023             | Chili                 | -                             | -              | -              | -                 | -                 | 2              | 0              | 2     | 0     |
| 2023-2024             | Chili                 | Copa América 2024             | 2              | 0              | -                 | -                 | 3              | 0              | 5     | 0     |
| Total sur la carrière | Total sur la carrière | Total sur la carrière         | 39             | 0              | 63                | 0                 | 48             | 0              | 150   | 0     |

## Palmarès

### En club
Après avoir remporté le Championnat d'ouverture du Chili en 2006 avec Colo-Colo, Claudio Bravo rejoint l'Europe et plus précisément la  Real Sociedad où il remporte le Championnat d'Espagne de D2 en 2010.
Mais c'est sous les couleurs du FC Barcelone qu'il étoffe son palmarès en étant deux fois champion d'Espagne en 2015 et 2016. Il y remporte également la Coupe du Roi en 2015 et la Supercoupe d'Espagne en 2016. Sur le plan international, il y remporte la Ligue des champions en 2015 ainsi que la Supercoupe d'Europe et la Coupe du monde des clubs la même année.
Avec Manchester City, il remporte la Coupe de la Ligue anglaise en 2018 et 2020. Il est champion d'Angleterre en 2018 et 2019. Il remporte le Community Shield en 2018 et en 2019.
Avec le Betis Séville, il remporte la Coupe du Roi en 2022.

### En sélection
Avec le Chili, il remporte la Copa América à deux reprises consécutives en 2015 et en 2016.
Il est également finaliste de la Coupe des confédérations 2017.

### Distinctions personnelles
Claudio Bravo est élu meilleur gardien de la Liga Adelante (D2 espagnole) en 2009 et 2010 sous les couleurs de la Real Sociedad.
Sous les couleurs du FC Barcelone, il a le record d'invincibilité avec 754 minutes sans encaisser de but. Il remporte le Trophée Zamora du meilleur gardien du championnat d'Espagne lors de la saison 2014-2015 et figure dans le onze type de la Liga BBVA en 2015.
Avec la sélection chilienne, il est recordman de sélection avec 150 sélections et est élu meilleur gardien de l'histoire du football chilien en juillet 2014 par la presse. Il est élu meilleur gardien de la Copa América en 2015 et fait partie de l'équipe-type de la compétition en compagnie de 2 autres Barcelonais que sont Javier Mascherano et Lionel Messi. En 2015, il est élu sportif chilien de l'année. Il est nommé meilleur gardien de la Coupe des confédérations 2017.